# Styringomyia stenophallus
Styringomyia stenophallus is een tweevleugelige uit de familie steltmuggen (Limoniidae). De soort komt voor in het Afrotropisch gebied.